# Хортів Ернест Олександрович
Ерне́ст Олекса́ндрович Хо́ртів (8 вересня 1994, Миколаїв — 6 серпня 2014, Дякове) — солдат Збройних сил України, учасник російсько-української війни.

## Короткий життєпис
Народився 1994 року в місті Миколаїв. Закінчив миколаївську ЗОШ № 20. З початку 2013-го на строковій службі в лавах ЗСУ. В часі війни — солдат, навідник 3-го взводу 1-ї аеромобільної роти 79-ї окремої аеромобільної бригади, стояв на Чонгарі — блокпост по межі з анексованим Кримом, потім переведений на Донбас.
Дістав важке поранення з пошкодженням печінки в бою біля прикордонного села Дякове (Луганська область) 4 серпня. Десантники забезпечували прикриття для угруповання українських сил, яке виходило з оточення з-під Ізвариного. В цей час через кордон з боку РФ прорвалась колона російських бойовиків, які відкрили шквальний вогонь по позиціях 3-го взводу. Ернесту зробили операцію, але він не вижив — кульове поранення в область печінки.
Похований 13 серпня 2014 року в Миколаєві.
Без Ернеста лишились батьки і сестра.

## Нагороди та вшанування
- 15 травня 2015 року — за особисту мужність і героїзм, виявлені у захисті державного суверенітету та територіальної цілісності України, вірність військовій присязі під час російсько-української війни, відзначений — нагороджений орденом «За мужність» III ступеня (посмертно).
- У миколаївській ЗОШ № 20 встановлено меморіальну дошку випускникові Ернесту Хортіву.
- його портрет розміщений на меморіалі «Стіна пам'яті полеглих за Україну» у Києві: секція 2, ряд 7, місце 16
- вшановується 6 серпня на щоденному ранковому церемоніалі вшанування захисників України, які загинули цього дня у різні роки внаслідок російської збройної агресії на Сході України.[1]
- 26 липня 2024 року вулицю Конєва в Миколаєві перейменовано на вулицю Ернеста Хортіва[2].